# Lazare de Béthanie
Pour les articles homonymes, voir Lazare (homonymie).
Pour des articles sur des personnes ou des lieux portant le nom ou le patronyme Saint-Lazare, voir Saint Lazare.
Lazare — en hébreu : אלעזר (El'azar), « Dieu a aidé » ; en grec ancien : Λάζαρος (Lázaros) ; en arabe:لزهر (Lazhar), « l'abondant, le chanceux » — est un personnage de l'entourage de Jésus, apparaissant dans le Nouveau Testament, et devenu protagoniste de légendes orientales et occidentales du début de l'ère chrétienne. Il est essentiellement connu par un récit de l'Évangile selon Jean (chapitre 11) : Lazare, mort depuis quatre jours et enseveli dans un sépulcre, sort vivant de la tombe sur l'ordre de Jésus.
La parabole du riche et de Lazare est rapportée dans l'Évangile selon Luc (16:19-31).

## Biographie

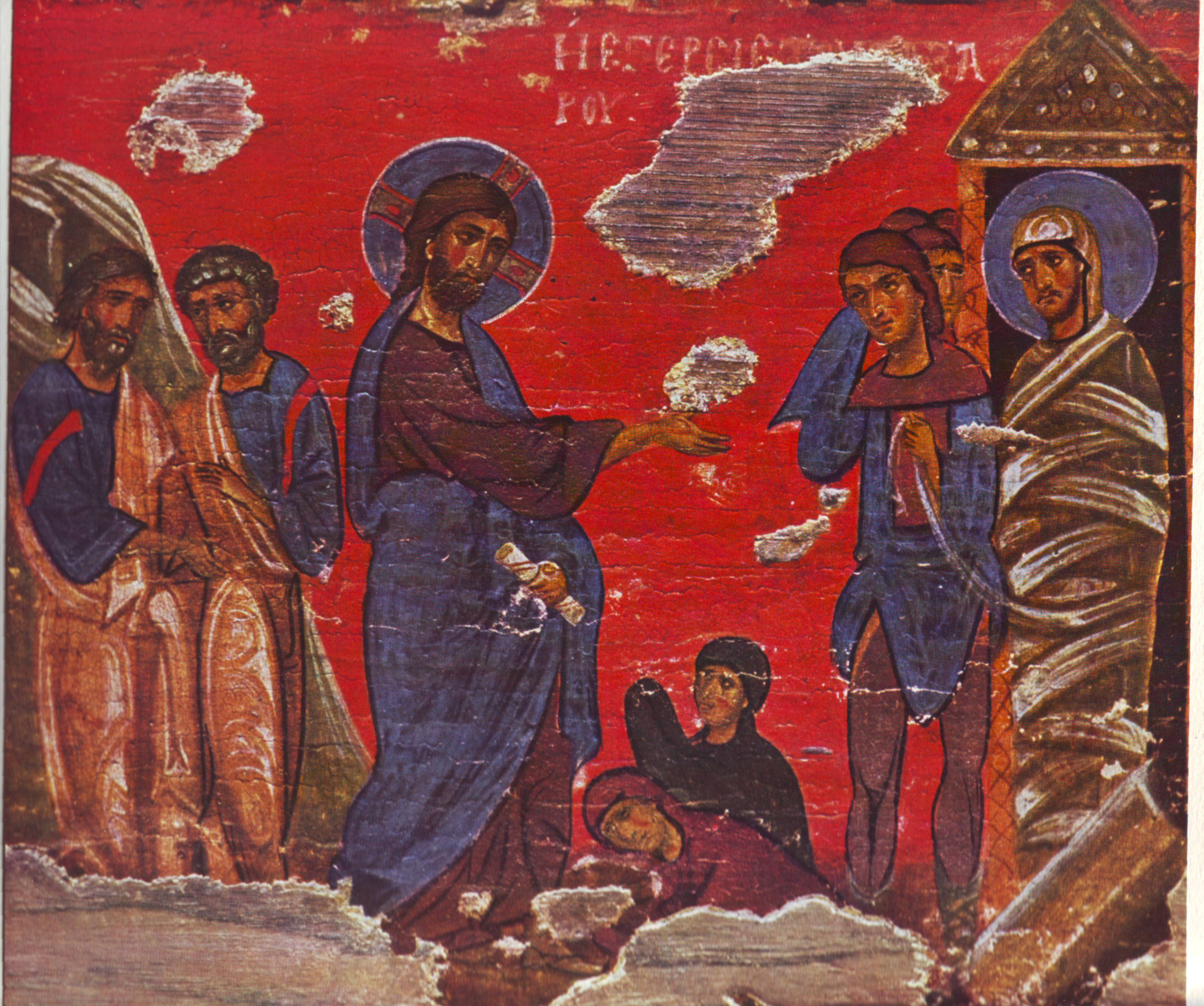
La Résurrection de Lazare, icône grecque, XIIIe siècle, coll. part.

Le nom de Lazare vient du nom hébreu אֶלְעָזָר (Elʿazar, « Dieu a aidé »). Les porteurs de ce nom sont Éléazar, le troisième fils d'Aaron (Exode 6:23) et le fils d'Abinadab (1 Samuel 7:1). Le nom hébreu apparaît également dans la Torah sous la forme אֱלִיעֶ֑זֶר (Eliʿezer, « Mon Dieu a aidé »). C'est le nom du serviteur d'Abraham, qui, en cas d'absence d'enfant, doit en hériter (Genèse 15:2).
Dans l'Évangile selon Jean, Lazare est un ami de Jésus, frère de Marthe et de Marie de Béthanie. Tous trois vivent à Béthanie, un village sur le versant oriental du mont des Oliviers.
Après avoir appris la maladie de Lazare, Jésus s'attarde deux jours dans le nord d'Israël, près de la mer de Galilée, puis se rend à Béthanie (Jn 11:18). Lazare est mort entre-temps et, à l'arrivée de Jésus, il est déjà enseveli dans une grotte depuis quatre jours. Jésus fait rouler la pierre du tombeau. À l'appel de Jésus : « Lazare, sors ! » celui-ci, encore enveloppé de bandelettes, sort vivant du tombeau (Jn 11:41-44).
Cette scène de résurrection se situe au début de la Passion du Christ dans l'Évangile selon Jean et apparaît donc comme un signe précurseur de la résurrection de Jésus lui-même (Jn 11:47).
Après la résurrection de Lazare, les principaux sacrificateurs Caïphe et Anân cherchent à le faire mourir à nouveau (Jn 12. 10).
Plusieurs commentateurs perçoivent un lien avec la parabole du mauvais riche et du pauvre Lazare de Luc 16.

## L'Évangile selon Jean
Dans l'Évangile selon Jean, chapitre 11, versets 1 à 44 :

« Il y avait un homme malade, Lazare, de Béthanie, village de Marie et de Marthe, sa sœur. C'était cette Marie qui oignit de parfum le Seigneur et qui lui essuya les pieds avec ses cheveux, et c'était son frère Lazare qui était malade. Les sœurs envoyèrent dire à Jésus : « Seigneur, voici, celui que tu aimes est malade ». Après avoir entendu cela, Jésus dit : « cette maladie ne mènera point à la mort ; mais elle est pour la gloire de Dieu, afin que le Fils de Dieu soit glorifié par elle ». Or, Jésus aimait Marthe, et sa sœur, et Lazare. Lors donc qu'il eut appris que Lazare était malade, il resta deux jours encore dans le lieu où il était, et il dit ensuite aux disciples : « Retournons en Judée ». Les disciples lui dirent : « Rabbi, les Juifs tout récemment cherchaient à te lapider, et tu retournes en Judée ! » Jésus répondit : « n'y a-t-il pas douze heures au jour ? Si quelqu'un marche pendant le jour, il ne bronche point, parce qu'il voit la lumière de ce monde ; mais, si quelqu'un marche pendant la nuit, il bronche, parce que la lumière n'est pas en lui ». Après ces paroles, il leur dit : « Lazare, notre ami, dort ; mais je vais le réveiller ». Les disciples lui dirent : « Seigneur, s'il dort, il sera guéri ». Jésus avait parlé de sa mort, mais ils crurent qu'il parlait de l'assoupissement du sommeil. Alors Jésus leur dit ouvertement : « Lazare est mort. Et, à cause de vous, afin que vous croyiez, je me réjouis de ce que je n'étais pas là. Mais allons vers lui ». Sur quoi Thomas, appelé Didyme, dit aux autres disciples : Allons aussi, afin de mourir avec lui. Jésus, étant arrivé, trouva que Lazare était déjà depuis quatre jours dans le sépulcre. Et, comme Béthanie était près de Jérusalem, à quinze stades environ, beaucoup de Juifs étaient venus vers Marthe et Marie, pour les consoler de la mort de leur frère. Lorsque Marthe apprit que Jésus arrivait, elle alla au-devant de lui, tandis que Marie se tenait assise à la maison. Marthe dit à Jésus : « Seigneur, si tu eusses été ici, mon frère ne serait pas mort. Mais, maintenant même, je sais que tout ce que tu demanderas à Dieu, Dieu te l'accordera ». Jésus lui dit : « ton frère ressuscitera. Je sais, lui répondit Marthe, qu'il ressuscitera à la résurrection, au dernier jour. Jésus lui dit : je suis la résurrection et la vie. Celui qui croit en moi vivra, quand même il serait mort ; et quiconque vit et croit en moi ne mourra jamais. Crois-tu cela ? Elle lui dit : oui, Seigneur, je crois que tu es le Christ, le Fils de Dieu, qui devait venir dans le monde ». Ayant ainsi parlé, elle s'en alla. Puis elle appela secrètement Marie, sa sœur, et lui dit : « le maître est ici, et il te demande ». Dès que Marie eut entendu, elle se leva promptement, et alla vers lui. Car Jésus n'était pas encore entré dans le village, mais il était dans le lieu où Marthe l'avait rencontré. Les Juifs qui étaient avec Marie dans la maison et qui la consolaient, l'ayant vue se lever promptement et sortir, la suivirent, disant : « elle va au sépulcre, pour y pleurer ». Lorsque Marie fut arrivée là où était Jésus, et qu'elle le vit, elle tomba à ses pieds, et lui dit : « Seigneur, si tu eusses été ici, mon frère ne serait pas mort ». Jésus, la voyant pleurer, elle et les Juifs qui étaient venus avec elle, frémit en son esprit, et fut tout ému. Et il dit : « où l'avez-vous mis ? Seigneur, lui répondirent-ils, viens et vois ». Jésus pleura. Sur quoi les Juifs dirent : « Voyez comme il l'aimait ». Et quelques-uns d'entre eux dirent : « lui qui a ouvert les yeux de l'aveugle, ne pouvait-il pas faire aussi que cet homme ne mourût point ? » Jésus frémissant de nouveau en lui-même, se rendit au sépulcre. C'était une grotte, et une pierre était placée devant. Jésus dit : « ôtez la pierre ». Marthe, la sœur du mort, lui dit : « Seigneur, il sent déjà, car il y a quatre jours qu'il est là ». Jésus lui dit : « ne t'ai-je pas dit que, si tu crois, tu verras la gloire de Dieu ? » Ils ôtèrent donc la pierre. Et Jésus leva les yeux en haut, et dit : « Père, je te rends grâces de ce que tu m'as exaucé. Pour moi, je savais que tu m'exauces toujours ; mais j'ai parlé à cause de la foule qui m'entoure, afin qu'ils croient que c'est toi qui m'as envoyé ». Ayant dit cela, il cria d'une voix forte : « Lazare, sors ! » Et le mort sortit, les pieds et les mains liés de bandes, et le visage enveloppé d'un linge. Jésus leur dit : « déliez-le, et laissez-le aller ». »

## Exégèse moderne

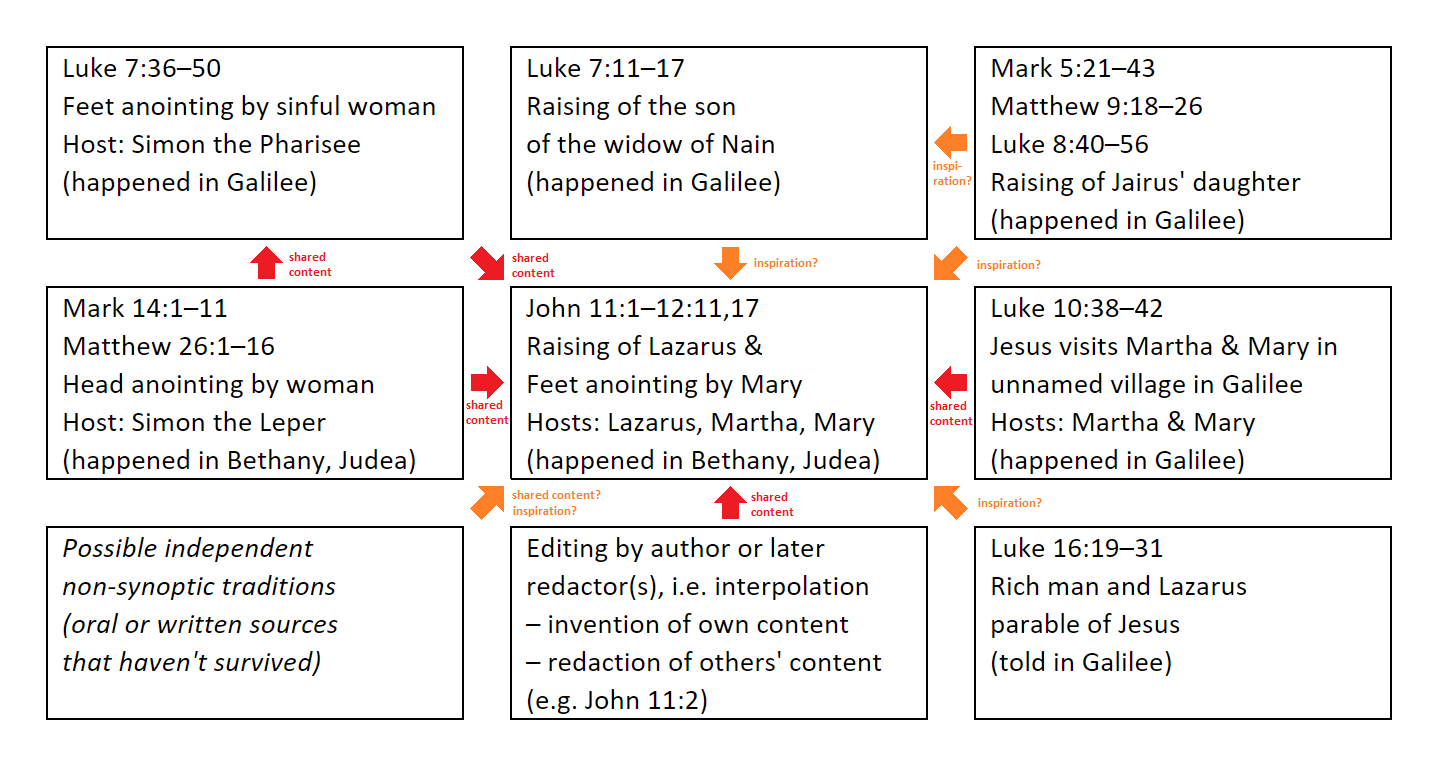
La composition de Jean 11-12 proposée par l'exégèse historico-critique moderne.

L'exégèse historico-critique moderne s'attache à établir de quelle façon la narration johannique de la résurrection de Lazare et de l’onction des pieds de Jésus par Marie de Béthanie (Jean 11:1-12 ; 11,17) a pu être composée et quelles sont ses relations avec les Évangiles synoptiques (Marc, Matthieu et Luc), qui lui sont antérieurs. L’auteur de Jean semble avoir emprunté plusieurs éléments à différentes histoires – sans rapport à l’origine – pour les combiner en un seul récit. Il s’agit notamment de l’onction de la tête de Jésus par la femme anonyme à Béthanie (Marc 14, Matthieu 26), de l’onction et de l’essuyage des pieds de Jésus en Galilée par la pécheresse (Luc 7) ; ces deux premiers peuvent avoir une origine commune, le récit de Luc étant probablement dérivé de Marc. Il s'agit également de la visite de Jésus à Marthe et Marie dans le village galiléen sans nom (Luc 10), de la parabole du riche et de Lazare (Luc 16 ), et peut-être d’autres qui évoquent des résurrection miraculeuses : celles de la fille de Jaïre et du fils de la veuve de Naïn. En parallèle, d’autres éléments ont été enlevés ou remplacés. Par exemple, Simon le Lépreux/Simon le Pharisien a été remplacé par Lazare dans le rôle de l'hôte de la fête donnée en l’honneur de Jésus, et la ville de Béthanie en Judée a été choisie pour cadre, tandis que l'essentiel du récit de Jean correspond à des traditions que les synoptiques ont situées en Galilée. En particulier, les deux premiers versets de Jean 11 suggèrent l'effort d’un rédacteur ultérieur pour souligner un lien entre ces histoires alors qu'il ne se trouve pas dans les manuscrits anciens des évangiles canoniques,,,.
En outre, l’onction proprement dite n'est pas relatée avant le verset 12:3, et ni Marie, ni Marthe, ni leur village, ni aucune onction ne sont mentionnés auparavant, comme si le rédacteur supposait que les lecteurs avaient déjà connaissance de ces personnages. Le verset 11:2 parait donc indiquer que l’auteur a délibérément mélangé plusieurs traditions afin de retravailler la mémoire collective du mouvement des disciples du Christ. Il n'a pas cherché à donner un compte rendu historiquement exact des événements ; dans une perspective théologique, il a plutôt essayé de dépeindre Lazare, Marie et Marthe de Béthanie comme une famille chrétienne prototypique dont l’exemple doit être suivi par les chrétiens.

## Commentaires théologiques
Cette résurrection est un prélude à celle du Christ et au Ciel promis une fois le dernier moment venu. C'est en l'incluant dans son homélie 26, chapitre 6, sur la résurrection de Jésus et sur l'apôtre Thomas, que Grégoire le Grand aborde la résurrection de Lazare. Il analyse ce passage du point de vue de la rédemption et des paroles du Christ : « Lazare, sors ! » et « déliez-le ». Ces propos font allusion à l'absolution et au pardon des péchés. Jésus retire la peine à Lazare selon Grégoire, qui, se faisant éducateur, quelque peu menaçant, stipule que les prêtres ne doivent pas délier les fautes sans une réflexion sûre, et, une volonté du pécheur de se voir pardonner

## Critiques historiques et philosophiques

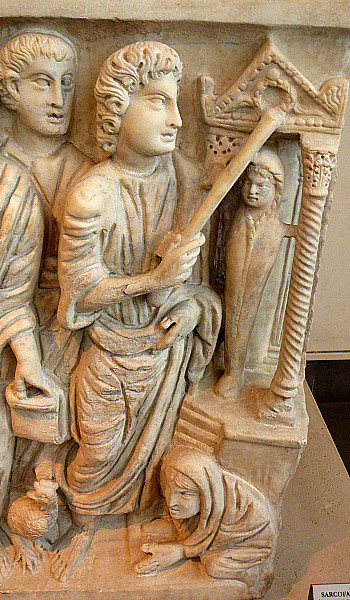
La résurrection de Lazare, ' (v. 330), palais Massimo des Thermes, Rome. Marthe se tient agenouillée à droite.

Dans l'Histoire des origines du christianisme, Ernest Renan analysant l'épisode de la résurrection de Lazare propose deux hypothèses qui permettent d'en rendre compte sans supposer l'intervention de causes surnaturelles : la joie de revoir Jésus a pu ramener à la vie Lazare, qui était alors malade ; « peut-être aussi l'ardent désir de fermer la bouche à ceux qui niaient outrageusement la mission divine de leur ami entraîna-t-elle ces personnes passionnées [la famille de Lazare] au-delà de toutes les bornes. Peut-être Lazare, pâle encore de sa maladie, se fit-il entourer de bandelettes comme un mort et enfermer dans son tombeau de famille ». Jésus « désira voir encore une fois celui qu'il avait aimé, et, la pierre ayant été écartée, Lazare sortit avec ses bandelettes, et la tête entourée d'un suaire […] Intimement persuadés que Jésus était thaumaturge, Lazare et ses deux sœurs purent aider un de ses miracles à s'exécuter […] Quant à Jésus, il n'était pas plus maître que saint Bernard, que saint François d'Assise, de modérer l'avidité de la foule et de ses propres disciples pour le merveilleux ». « Fatigués du mauvais accueil que le royaume de Dieu trouvait dans la capitale, les amis de Jésus désiraient un grand miracle qui frappât vivement l'incrédulité hiérosolymite [de Jérusalem]. La résurrection d'un homme connu à Jérusalem dut paraître ce qu'il y avait de plus convaincant ».
Pour Ernest Renan, cet épisode illustre le fait que « Jésus subissait les miracles que l'opinion exigeait de lui bien plus qu'il ne les faisait ». Selon ce même auteur, « le miracle est d'ordinaire l'œuvre du public bien plus que de celui à qui on l'attribue ».
Dans son Histoire critique de Jésus-Christ, d'Holbach, philosophe des Lumières, souligne l'absence de témoins de la mort de Lazare : selon l'Évangile de Jean, des Juifs ont assisté à la résurrection de Lazare, mais personne n'était présent au moment de la mort qui a précédé la résurrection. « Il aurait fallu que ces Juifs [venus consoler la famille de Lazare pendant la période du deuil] l'eussent vu mourir, mort, embaumé », pour accréditer le miracle. L'historien philosophe voit de la « maladresse » dans la manière dont ce prodige fut opéré ; cela explique selon lui que des Juifs contemporains de Jésus aient trouvé dans cette résurrection « des caractères de fourberie ». Enfin, d'Holbach note l'absence de Lazare au moment du retour de Jésus à Béthanie dans l'Évangile selon Matthieu (26, 6-13) : Jésus « revint donc à Béthanie, où il fut reçu non par Lazare, qui fut peut-être obligé de se sauver, à la suite d'une telle imposture, mais par Simon le Lépreux ».
Dans une analyse des Discours sur les miracles de notre sauveur (1727-1729) de Thomas Woolston, ecclésiastique anglais qui perdit sa chaire de théologie en raison de ses opinions déistes, Andrew Hunwick résume dans ces termes les contradictions de l'Évangile de Jean pointées par Thomas Woolston : « Pourquoi Jésus aurait-il pleuré sur la mort de celui qu'il était sur le point de rappeler à la vie ? » ; « pourquoi, s'il s'agissait d'un miracle de bon aloi, les grands prêtres et les pharisiens décidèrent-ils en conséquence la mort de Jésus et de Lazare ? ». Th. Woolston, avant d'Holbach, met ainsi en doute la réalité de ce miracle.

## Légendes et culte

### Occident

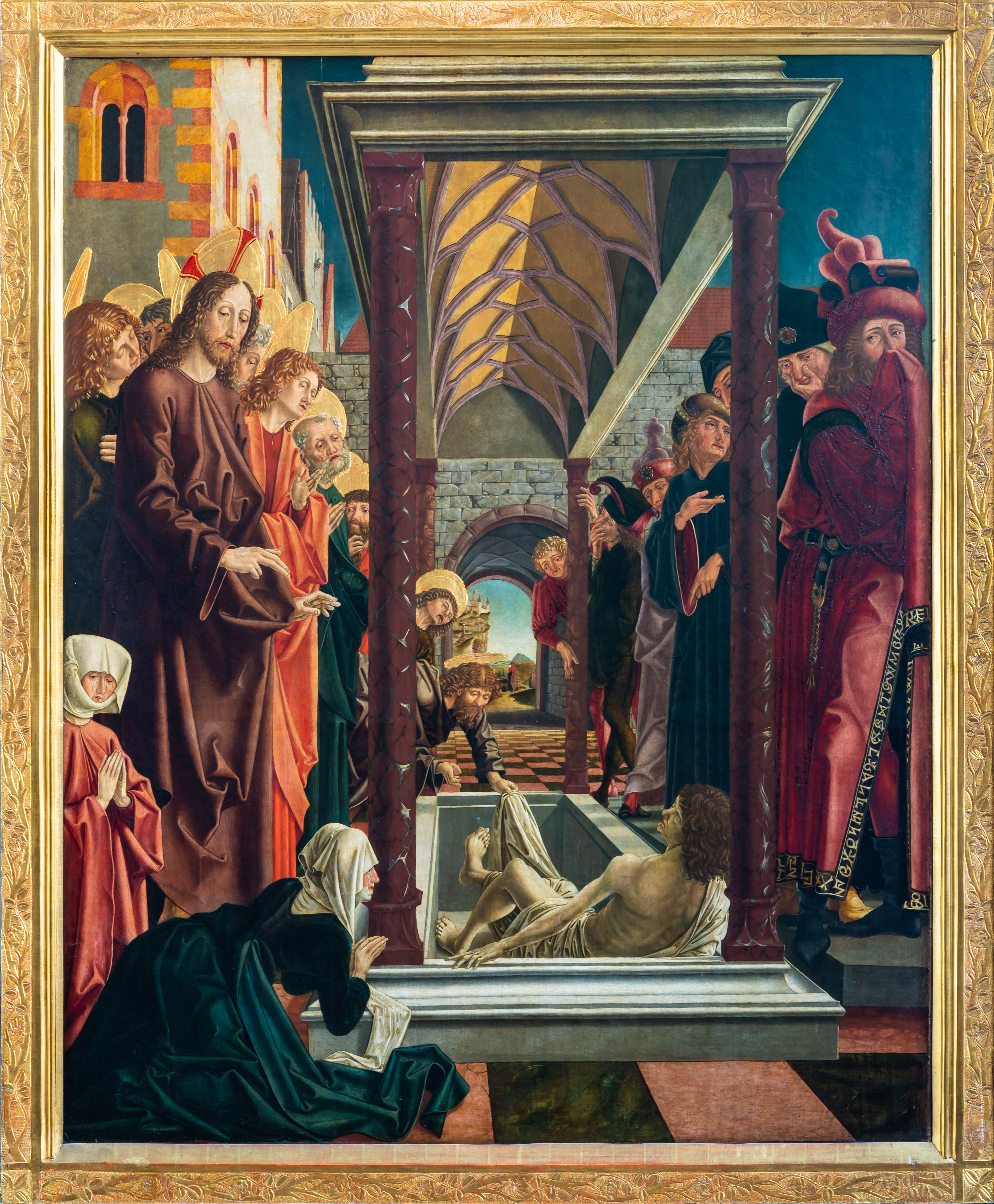
La Résurrection de Lazare par Michael Pacher, 1471–1479.

La légende veut qu'après la mort du Christ, Lazare a embarqué dans une barque vers la Provence en compagnie de ses sœurs Marthe et Marie de Béthanie ainsi que Marie Jacobé, Marie Salomé, Marie Madeleine, Sidoine et Maximin. L'esquif traversa la Méditerranée. Ces témoins du Christ accostant à Saintes-Maries-de-la-Mer, il partit de son côté évangéliser Marseille dont il devint le premier évêque (épiscope) et le patron. Cette légende de translation par voie d'eau permet de faire le lien entre différents sanctuaires : l'abbaye de Saint-Victor de Marseille, la basilique Sainte-Marie-Madeleine de Saint-Maximin-la-Sainte-Baume, la cathédrale Saint-Lazare d'Autun, l'abbaye de la Trinité de Vendôme recueillant la relique de la Sainte Larme du Christ versée sur le tombeau de Lazare.
Au Moyen Âge, il devint le patron des lépreux (à l'origine du lazaret), le confondant avec le personnage de la parabole rapportée par Luc. Son nom correspond à l'hébreu אלעזר, ʾelʿazar (« Dieu a secouru »). Il donna ainsi son nom à l'ordre hospitalier de Saint-Lazare de Jérusalem.
Les reliques que l'on vénère à la cathédrale Saint-Lazare d'Autun ne sont sans doute pas celles du Lazare biblique, mais seraient peut-être celles d'un Lazare archevêque d'Aix au début du Ve siècle.
Lazare est un saint des Églises chrétiennes, célébré en Occident le 29 juillet, avec ses sœurs Marthe et Marie de Béthanie. Il semble célébré à d'autres dates en Orient (cf. infra), voire le 17 décembre selon certains calendriers médiévaux

### Orient

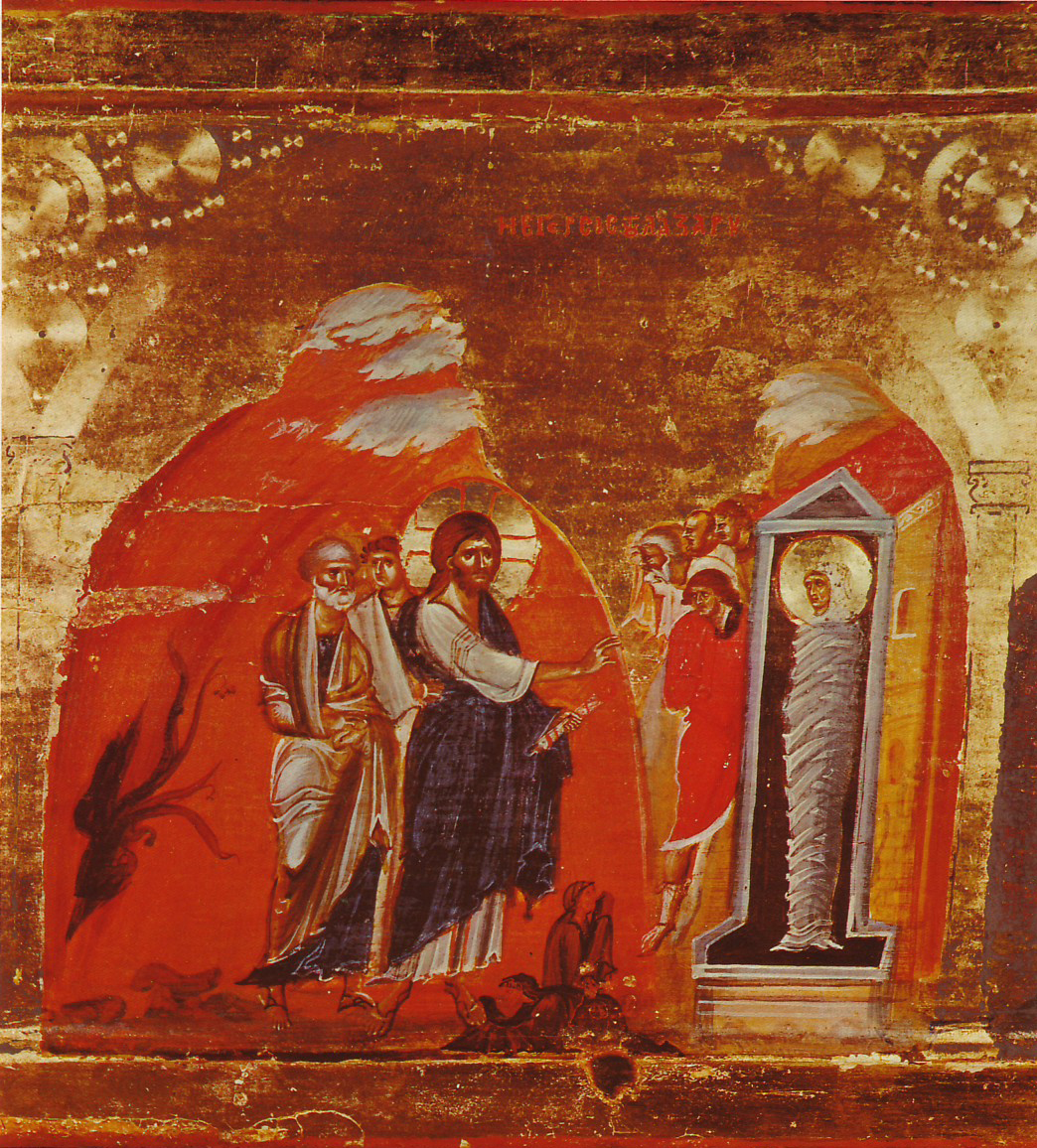
Icône du XIIIe siècle, monastère Sainte-Catherine du Sinaï.

Une tradition rapportée par Éphrem le Syrien relate qu'après la Pentecôte, Lazare, ressuscité, s'est joint aux apôtres pour aller à Chypre pour faire œuvre d'évangélisation. Pierre l'aurait investi premier évêque de Kition et il aurait vécu encore dix-huit années après sa résurrection, avant de mourir comme tout un chacun.
Son tombeau est toujours vénéré à Larnaca, siège de l'évêché actuel de Kition. Au VIIe siècle, les habitants durent fuir leur ville dévastée et s'installer non loin de là, à l'ouest de la lagune salée. La nouvelle ville fut appelée Kition, comme l'antique cité. Seul le tombeau de Lazare était resté sur l'ancien site qui fut appelé Larnax, la relique, ou en grec moderne Larnaka, les reliques. La ville garda ce nom dû à la relique de Lazare lorsque les habitants réintégrèrent le site originel de leur cité et Kition n'est qu'un village, doté cependant d'une des très rares mosaïques byzantines qui nous soient restées d'avant les destructions iconoclastes.
Le Samedi de Lazare marque, dans le christianisme oriental, la fin du Grand Carême. Il précède le dimanche des Rameaux, fête de l'entrée de Jésus à Jérusalem et commencement de la Semaine sainte ;
- Le 17 mars, commémoration de sa résurrection[20] vers 30 ;
- Le 4 mai, commémoration du transfert de ses reliques (et de celles de Marie-Madeleine), dans le monastère de Saint-Lazare à Constantinople, sous le règne de Léon VI le Sage en 890[21] ;
- Le 17 octobre, translation de ses reliques de Chypre à Constantinople.

## Lazare dans la littérature
Si Lazare, le premier ressuscité selon la tradition ecclésiastique, occupe peu de place dans le Nouveau Testament, sa postérité littéraire est importante, du Moyen Âge à nos jours.

### Théâtre
- Lazare est sujet d'édification des fidèles, dans Le Mystère de la Passion, d'Arnoul Gréban.
- La résurrection de Lazare est le sujet de la pièce en 1 acte Lazare de André Obey écrite en 1951. La première a eu lieu le 22 novembre 1952 au théâtre Marigny dans une mise en scène de Jean-Louis Barrault, qui tenait également le rôle-titre ; avec Madeleine Renault (Marthe), Simone Valère (Marie), Jean Desailly (Jésus), William Sabatier (Matthieu), Jean Servais (Judas), Pierre Bertin (le médecin), Marie-Hélène Dasté (Honorine, la bonne), André Brunot (Mermans, le fossoyeur), etc.

### Roman

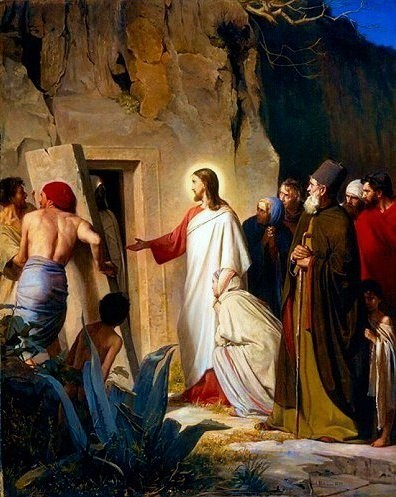
Résurrection de Lazare par Carl Heinrich Bloch.

- José Saramago, dans son roman L'Évangile selon Jésus-Christ, dépeint un Lazare frère de Marie de Magdala - confondue avec Marie de Béthanie. Jésus de Nazareth, qui est en couple avec cette dernière, devient ami avec lui et demeure en sa maison lors de son séjour à Béthanie. Lazare est de santé fragile et il lui arrive de suffoquer. Il en est guéri par Jésus. Cependant, Jésus s'absente afin de chasser les marchands du Temple de Jérusalem et découvre à son retour la mort de Lazare. Alors que Jésus s’apprête à ressusciter Lazare, Marie de Magdala l'en dissuade, au grand dam de Marthe, l'autre sœur de Lazare. « mais à cet instant, en vérité le dernier et l'ultime, Marie de Magdala pose une main sur l'épaule de Jésus et elle lui dit, Personne dans la vie n'a tant péché qu'il mérite de mourir deux fois, alors Jésus laissa retomber ses bras et sortit pour pleurer. »
- Dans le roman de Fiodor Dostoïevski, Crime et Châtiment, le personnage principal, Rodion Raskolnikov, est, en quelque sorte, ressuscité, mais intérieurement, grâce à Sonia. Celle-ci lui lit d'ailleurs ce passage de l'Évangile selon Jean (Partie IV, chapitre 4).
- Lazare fait une apparition fugitive dans un dialogue du roman Malpertuis de l'écrivain belge Jean Ray, où l'abbé Doucedame dit de la mort qu'elle est « jalouse de son bien », ce à quoi Jean-Jacques lui répond : « Elle a bien dû laisser Lazare lui échapper. »
- L'écrivain italien Antonio Fogazzaro cite dans Le Saint, à de nombreuses reprises les mots de Marthe à Marie peu avant que Lazare ne ressuscite (en latin) : « Magister adest et vocat te » [« Le Maître est là et il t'appelle »], mots qui inspirent également le titre du roman de Joseph Malègue intitulé Augustin ou Le Maître est là.
- L'écrivain Richard Matheson a publié en 1953 une nouvelle intitulée Lazare II (Lazarus II), racontant la résurrection sous forme robotique d'un jeune suicidé.
- L'écrivain américain et portugais Richard Zimler, dans son roman historique Lazare, présente Yeshua ben Yosef (nom hébreu de Jésus) comme un des premiers mystiques juifs et explore la profonde amitié entre Lazare et Yeshua, qui - dans le cadre fictif - sont les meilleurs amis depuis l'enfance. Les thèmes du livre comprennent comment nous faisons face à une perte de foi, les terribles sacrifices que nous faisons pour ceux que nous aimons, la signification transcendante de la mission de Yeshua et comment nous continuons après avoir subi un traumatisme bouleversant. Le critique du Guardian (Angleterre) a écrit : « L'aspect le plus remarquable de cet admirable roman est la façon dont Richard Zimler réussit à faire de l'histoire la plus connue de toute notre culture un livre qu'on ne parvient pas à lâcher ! »[22]
- L'écrivain d'origine hongroise Miklos Batori, dans son roman Notre ami Lazare (Les Éditions du Cerf, 1983) s'interroge : « Y a-t-il vraiment une résurrection comme Jésus l'a promis ? »
- Jean-Claude Carrière évoque la résurrection de Lazare dans son roman Simon le Mage (1993). Le personnage central, Simon le Mage, magicien juif du Ier siècle (mentionné dans les Actes des Apôtres, 8, 4-25), présenté comme un rival de Jésus, interroge l'apôtre Pierre sur les miracles attribués au fils de Marie. Selon Pierre, la « résurrection » de l'homme de Béthanie est en réalité l'œuvre des disciples de Jésus. Plon, 1993.

### Poésie

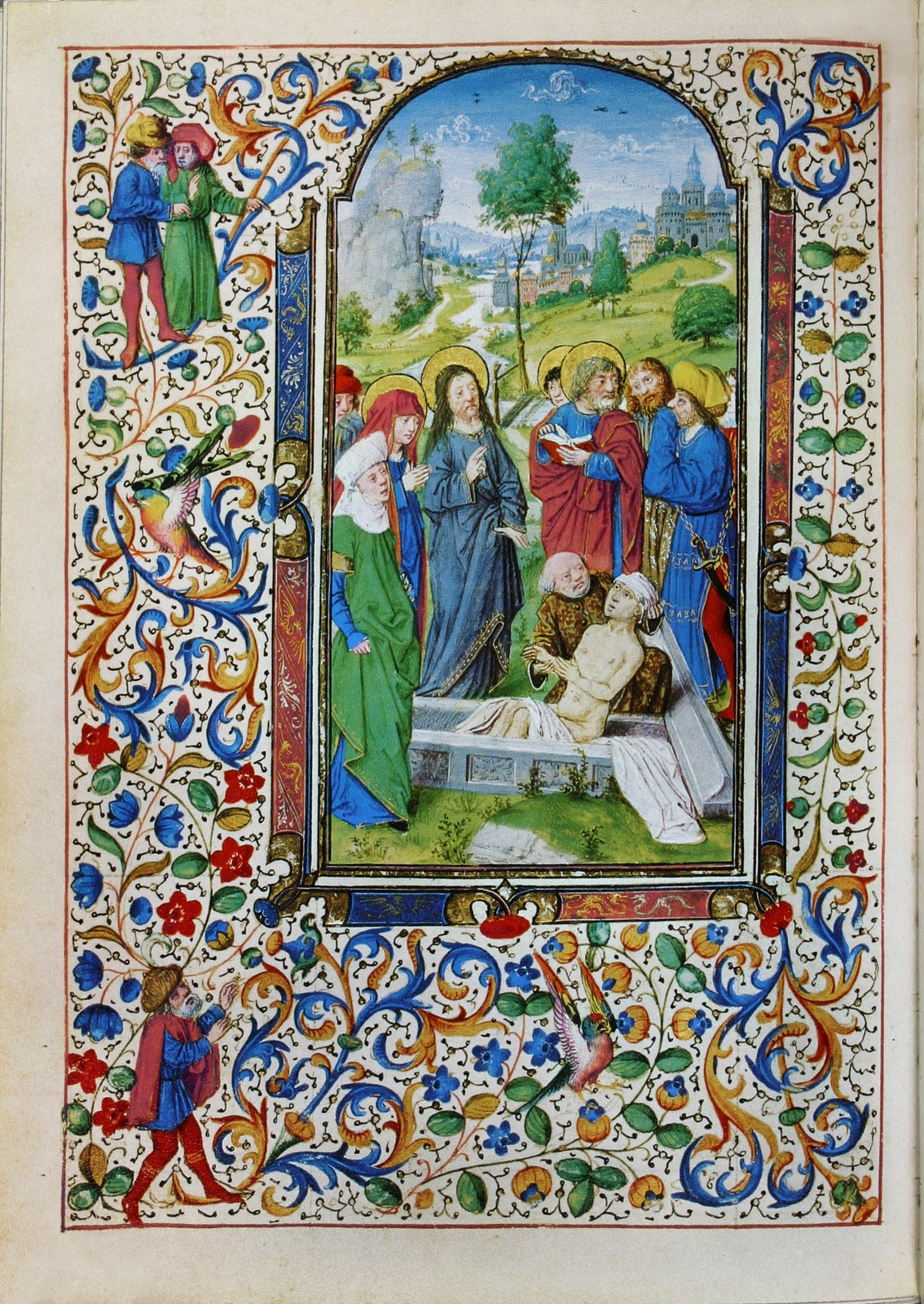
Résurrection de saint Lazare (livre d'heures de Marie de Bourgogne, 1477).

- Guillaume Apollinaire, dans l'ensemble des poèmes d'Alcools regroupés sous le titre « À la Santé », où il fut incarcéré, se compare à Lazare : « Le Lazare entrant dans sa tombe / Au lieu d'en sortir comme il fit / Adieu adieu chantante ronde / Ô mes années ô jeunes filles ». Dans le poème « Zone », il fait également référence au « Lazare affolé par le jour ».
- Charles Baudelaire évoque Lazare dans son poème « Le Flacon » issu de la séquence « Spleen et Idéal » du recueil Les Fleurs du mal. Il en fait l'antithèse de la vie et de la mort par le spectre du sentiment amoureux : « Il la terrasse au bord d'un gouffre séculaire, / Où, Lazare odorant déchirant son suaire, / Se meut dans son réveil le cadavre spectral / D'un vieil amour ranci, charmant et sépulcral ».
- Louis Aragon le mentionne dans le poème « Elsa-valse » du recueil Les Yeux d'Elsa : « Mais quel air tourbillonne au tombeau de Lazare ».
- Edith Thomas le mentionne également dans la fin de son poème Lève-toi et marche… : « Comme à Lazare en son tombeau : « lève-toi et marche… » ».
- Henri Michaux, dans Épreuves, Exorcismes, en appelle à ce saint dans un poème véhément contre la guerre : « Lazare, tu dors ? dis ? Ils meurent, Lazare, Ils meurent, et pas de linceul, pas de Marthe ni de Marie, souvent même plus le cadavre, Comme un fou, qui pèle une huître, rit, je crie, je crie, je crie stupide vers toi, si quelque chose tu as appris, à ton tour, maintenant, à ton tour, Lazare ! ».
- Sylvia Plath dans Lady Lazarus.

### Essai
En 1950, Jean Cayrol publie l'essai Lazare parmi nous, où il évoque, dans cette figure, l'univers concentrationnaire nazi. Il a ensuite utilisé le vocable « lazaréen » pour qualifier les genres artistiques teintés de l'expérience de la Seconde Guerre mondiale.

## Lazare dans les arts

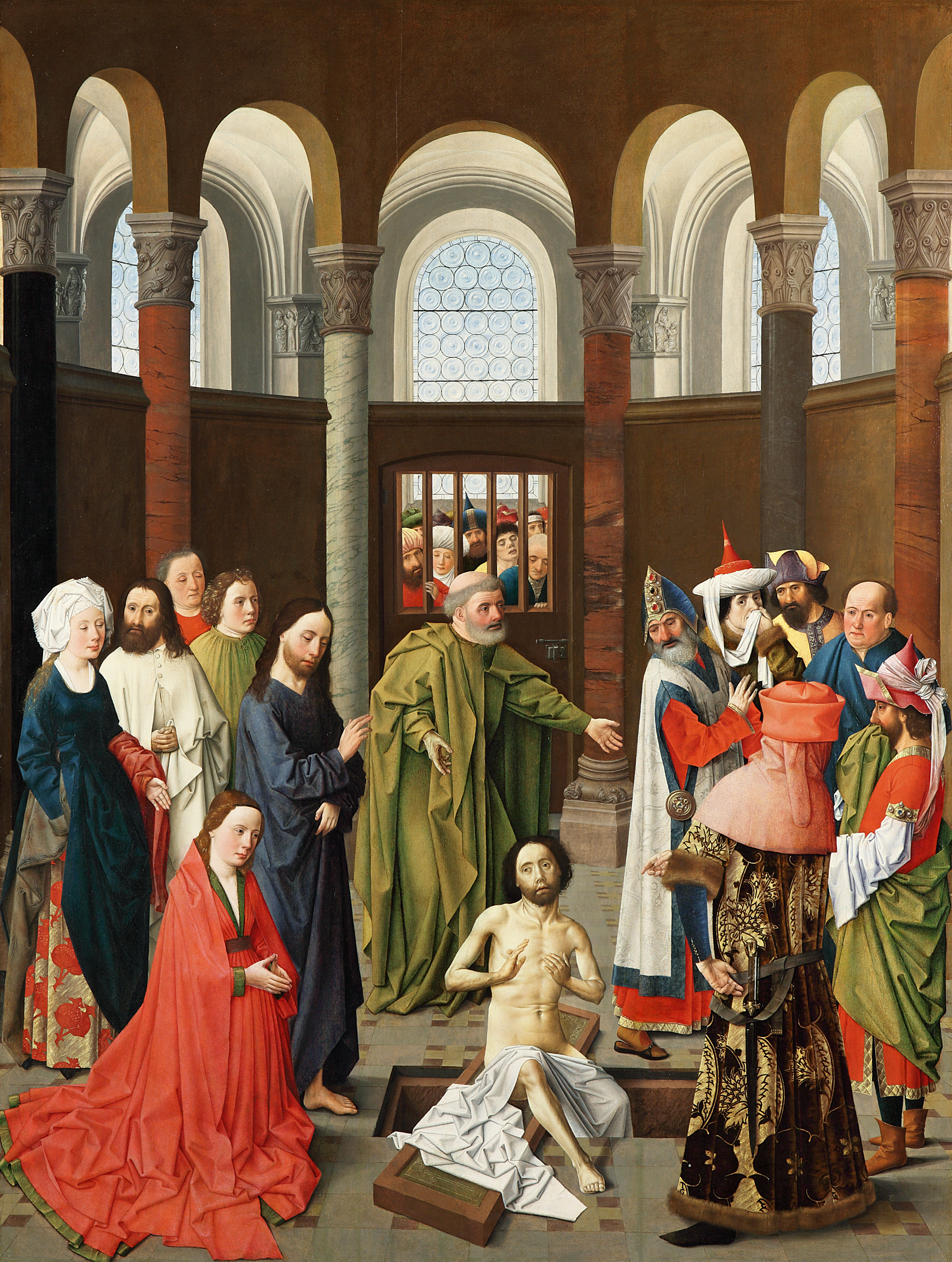
Albert van Ouwater, La Résurrection de Lazare, 1460/1470.

### Peinture
- Albert van Ouwater, La Résurrection de Lazare, 1460-1470 ;
- Caravage, Résurrection de Lazare, 1609 ;
- Jean-Baptiste Jouvenet, Résurrection de Lazare, œuvre interprétée en gravure par Jean Audran ;
- Rembrandt, La Résurrection de Lazare, vers 1630.
- Philippe de Champaigne, La Résurrection de Lazare, en 1633

### Cinéma
- Dans le film Casper, la machine créée par le père de Casper afin de ressusciter les fantômes est baptisée le Lazare.
- Dans Interstellar de Christopher Nolan, l'expédition visant à sauver l'humanité s'appelle « Lazarus ».
- Dans Lazarus Effect (2015), le personnage joué par Olivia Wilde meurt et se fait ressusciter.
- Le film italien Heureux comme Lazzaro (Lazzaro Felice) (2019), primé à Cannes pour son scénario, fait référence à Lazare.
- Dans la série Supernatural, l'episode 1 de la saison 4 s'intitule Le Réveil de Lazare (Lazarus Rising) en référence à la résurrection du personnage principal.
- Dans le film Hedwig and the Angry Inch de John Cameron Mitchell (2006), dans sa chanson Tear me down, Hedwig chante « I rose from off of the doctor's slab like Lazarus from the pit. Now everyone wants to take a stab and decorate me with blood, graffiti and spit » évoquant sa nouvelle identité après son opération forcée.

### Musique
- L'album musical Dig, Lazarus, Dig!!! de Nick Cave and the Bad Seeds s'inspire librement de la résurrection de Lazare.
- Stand Up Lazarus est un morceau de Bruce Haack qui figure sur l'album Electric Luficer Book V.2.
- Dans la chanson d'Anne Sylvestre : Lazare et Cécile.
- Dans la chanson des Boo Radleys 'Lazarus'
- Dans la chanson The Mephistopholes of Los Angeles de Marilyn Manson.
- Dans la chanson Lazarus de David Bowie sur l'album Blackstar paru le 8 janvier 2016, deux jours avant la mort de l'artiste.
- Dans la chanson Lazarus de VV Brown sur l'album Glitch paru en France à l'automne 2015.
- Dans la chanson Lazarus de Porcupine Tree sur l'album Deadwing paru en 2005.
- Dans la chanson “Blood on my name” de The Brothers Bright, où Lazare est évoqué.
- Dans la chanson Lazarus de Placebo, face B du single Meds sorti le 9 octobre 2006, issu de l'album du même nom, Meds.
- Dans la chanson Trials de Starset, sur l'album Divisions (en) sorti en 2019.
- Dans la chanson Lazarus du rappeur chrétien Trip Lee (en). Il dépeint la mort spirituelle et la nouvelle naissance chrétienne, à travers l'histoire de Lazare.
- Dans la chanson Lazarus interprétée par les rappeurs Boj et Dave sur l’album de ce dernier, We’re All Alone In This Together sorti le 22 juillet 2021

## Médecine et zoologie
En médecine, on parle du syndrome de Lazare pour décrire les difficultés psychiques spécifiques auxquelles fait face un sujet qui, se croyant condamné (par un cancer par exemple), bénéficie d'une rémission, ou guérison totale. On parle aussi du signe de Lazare pour décrire certains mouvements réflexes de patients en état de mort cérébrale. Le phénomène de Lazare est quant à lui un phénomène cardiaque.
En zoologie, le taxon Lazare regroupe les espèces présumées disparues puis reparues subitement.